# Marie Franz (Schauspielerin)
Marie Franz (11. Januar 1836 in Berlin – 8. Dezember 1857 in Stettin) war eine deutsche Theaterschauspielerin.

## Leben
Franz, die Tochter des Theaterschauspielers Emil Karl Friedrich Franz, ergriff den Beruf ihres Vaters. Sie war im Fach der munteren und sentimentalen Liebhaberinnen am Hoftheater in Berlin, in Aachen, Lübeck, Bremen, Danzig etc. tätig und starb am 8. Dezember 1857 in Stettin.
Zu ihren beliebtesten Rollen zählten „Mathilde“ in Zurücksetzung, „Marie“ in Treue Lieder, „Röschen“ in Rose und Röschen etc.